# أوسمر زيان
أوسمر ر. زيان (بالإنجليزية: Osmar R. Zaiane) (من مواليد 11 أبريل 1965، في باد كيسينغن، ألمانيا) وهو باحث وعالم حاسوب وأستاذ في جامعة ألبرتا. تخصص أوسمر في تنقيب البيانات وتعلم الآلة. كان أمينًا لمجلس إدارة مجموعة المصالح الخاصة برابطة مكائن الحوسبة (ACM) المعنية باكتشاف المعرفة وتعدين البيانات (SIGKDD) من 2009 إلى 2012 وأمينًا لخزينة رابطة مكائن الحوسبة ACM الخاصة بالمعلومات الصحية. شغل منصب رئيس تحرير مطبوعات SIGKDD Explorations من عام 2008 حتى عام 2010. كما كان المحرر المساعد لنفس المنشور من 2004 إلى 2007.
حصل على درجة الدكتوراه في اكتشاف المعرفة من البيانات في جامعة سايمون فريزر. تحت إشراف الأستاذ جياوي هان. عمل أوسمر منذ عام 1999 أستاذاً في قسم علوم الحوسبة في جامعة ألبرتا في كندا، وهو المدير العلمي لمعهد ألبرتا لآلات المخابرات (Amii)، الذي كان يُعرف سابقاً باسم مركز ألبرتا لتعلم الآلة (AICML)، منذ 2009. في عام 2009 حصل على جائزة معهد مهندسي الكهرباء والإلكترونيات IEEE ICDM للخدمات المتميزة بالإضافة إلى جائزة خدمة ACM SIGKDD لعام 2010 في العام التالي.

## وصلات خارجية
- Osmar Zaiane's academic website
- Academic Genealogy